# 포괄위임금지원칙
포괄위임금지원칙은 법률이 위임하는 사항과 범위를 구체적으로 한정하지 않고, 특정 행정기관에 입법권을 일반적·포괄적으로 위임하는 것은 금지된다는 원칙으로 이는 법률에 하위법령(대통령령, 총리령·부령, 대법원규칙, 헌법재판소규칙, 중앙선거관리위원회 규칙 등)으로 규정될 내용·범위의 기본적인 사항들을 가능하면 구체적이고 명확하게 규정 하여, 누구라도 그 법률로부터 하위법령에 규정될 내용의 대강을 예측할 수 있어야 한다는 것을 의미한다.